# Anpingbron
Anpingbron, även Wulibron är en 2 070 meter lång balkbro av sten i Quanzhou i provinsen Fujian i Kina. Den är nationellt skyddad som en historisk plats. Den korsar det som ursprungligen var ett estuarium av floden Shijing.
Bron består av 331 spann granitbalkar som ligger på toppen av stenpelare, den största balken väger 25 ton. Bredden varierar mellan 3 och 3,8 meter. Ursprungligen fanns det fem paviljonger där resanden kunde vila, idag finns endast en av dessa kvar. 
Konstruktionen började 1138 under Södra Songdynastin och slutfördes 1151. Den var ursprungligen 2 223 meter lång och 4,4 meter bred med 362 spann. Från färdigställandet till 1905 var den Kinas längsta bro. Bron har genomgått sex större reparationer och har blivit kortare på grund av igenslamning.